# Somos los hijos del rock
Somos los hijos del rock é o vigésimo quarto álbum de estúdio da boy band porto-riquenha Menudo, lançado em 1987, pela gravadora Melody. A formação do grupo incluía os integrantes: Ricky Martin, Raymond Acevedo, Sergio Blass, Ralphy Rodríguez e Rubén Gómez. Ralphy substituiu Charlie Massó e Ruben substituiu Robby Rosa.
O álbum foi produzido coma intenção de renovar o Menudo tanto visualmente quanto musicalmente, e produziu o single de sucesso "Y te veré (A las tres)" que apareceu na parada musical da revista Billboard: Hot Latin Songs.
Em 1987, foi lançado nas Filipinas um álbum com o título de In Action, que trazia versões em inglês e tagalo de várias canções do Menudo, incluindo três faixas de Somos los hijos del rock, a saber: "Estamos en acción" ("Action"), "Mi sombra en la pared (Bailo con mi sombra)" ("My Shadow On The Wall") e "Dame más" ("Gimme More"). No mesmo ano, um álbum voltado para o público estadunidense seria lançado, o intitulado Sons of Rock, traz canções inéditas, apesar de receber nome semelhante ao do álbum em espanhol.

## Novos integrantes
Em 1986, a empresa Padosa América, que empresariava a carreira do quinteto, anunciou um novo integrante: Ralphy Rodriguez, um novaiorquino bilíngue, que foi escolhido entre centenas de candidatos, através de uma série de testes e substituiria Charlie Rivera, a partir de janeiro de 1987.
Em 1987, foi a vez de anunciar um novo integrante, Rubén Gómez, que na época tinha 12 anos de idade, e substituiria Charlie Masson, que já havia completado cinco anos (o tempo limite de ficar no grupo) como membro do Menudo.

## Produção
O grupo vinha enfrentando um declínio nas vendas de seus discos, e os artistas tiveram de trocar de gravadora. Tentando renovar o público, os produtores do Menudo resolveram que os artistas teriam de mudar o visual completamente, bem como a sonoridade de suas canções. Para a nova empreitada, as músicas pop dançantes e o visual colorido deram lugar a um estilo mais roqueiro de cantar e se vestir.
A lista de faixas contém quatro versões covers do grupo de rock Miguel Mateos - Zas, retiradas de seu álbum Solos en América, de 1986. Segundo o produtor do Zas, Oscar López: “As conversas já vinham acontecendo há alguns anos com o pessoal do Menudo para gravar músicas de Miguel. Longe de qualquer preconceito, me pareceu uma ótima promoção que um grupo adolescente de tanto sucesso gravasse músicas do Zas, levando em conta a projeção que eu tinha em mente [de expandir a carreira do Zas] no exterior”.

## Singles
Como músicas de trabalho foram escolhidas as faixas "Mi sombra en la pared (Bailo con mi sombra)", "Dame más", e "Estamos en acción". O single de "Y te veré (A las tres)" se tornou o mais bem sucedido na parada musical da revista Billboard: Hot Latin Songs, atingindo a posição de número 45, e permanecendo por cinco semanas consecutivas na tabela.

## Desempenho comercial
Segundo uma reportagem da revista Billboard, embora as vendas de discos do grupo tenham diminuído ao longo do tempo, distribuidores de lojas em Porto Rico informaram que os pedidos pelo álbum Somos los Hijos del Rock estavam crescendo tão rapidamente quanto no início da carreira do quinteto.

## Lista de faixas
- Créditos adaptados dos LP Somos los hijos del rock, de 1987.[12]

| N.º | Título                                        | Compositor(es)       | Vocalista principal | Duração |  |
| 1.  | "Mi sombra en la pared (Bailo con mi sombra)" | Miguel Mateos        | Sergio Blass        | 4:43    |  |
| 2.  | "Ámame ahora, no mañana"                      | Miguel Mateos        | Ricky Martin        | 3:28    |  |
| 3.  | "Cuando seas grande"                          | Miguel Mateos        | Ralphy Rodríguez    | 4:31    |  |
| 4.  | "Agua y viento"                               | Pedro Gely           | Raymond Acevedo     | 4:02    |  |
| 5.  | "Nena"                                        | Pedro Gely           | Rubén Gómez         | 2:47    |  |
| 6.  | "Estamos en acción"                           | Sosa; Lupano; Topini | Rubén Gómez         | 3:28    |  |
| 7.  | "Y te veré (A las tres)"                      | Mary Lynne Pagan     | Ralphy Rodríguez    | 4:49    |  |
| 8.  | "Llámame"                                     | Miguel Mateos        | Sergio Blass        | 3:19    |  |
| 9.  | "Flor de coral"                               | Pedro Gely           | Raymond Acevedo     | 4:27    |  |
| 10. | "Dame más"                                    | Pedro Gely           | Ricky Martin        | 3:49    |  |